# تشارلز جوردان
تشارلز جوردان (بالإنجليزية: Charles Jourdain؛ مواليد 27 نوفمبر 1995) هو مُقاتل فنون قتالية مختلطة أمريكي.

## وصلات خارجية
- تشارلز جوردان على موقع يو إف سي (الإنجليزية)
- تشارلز جوردان على موقع شيردوغ (الإنجليزية)
- تشارلز جوردان على موقع Tapology.com (الإنجليزية)